# Dictyoptera

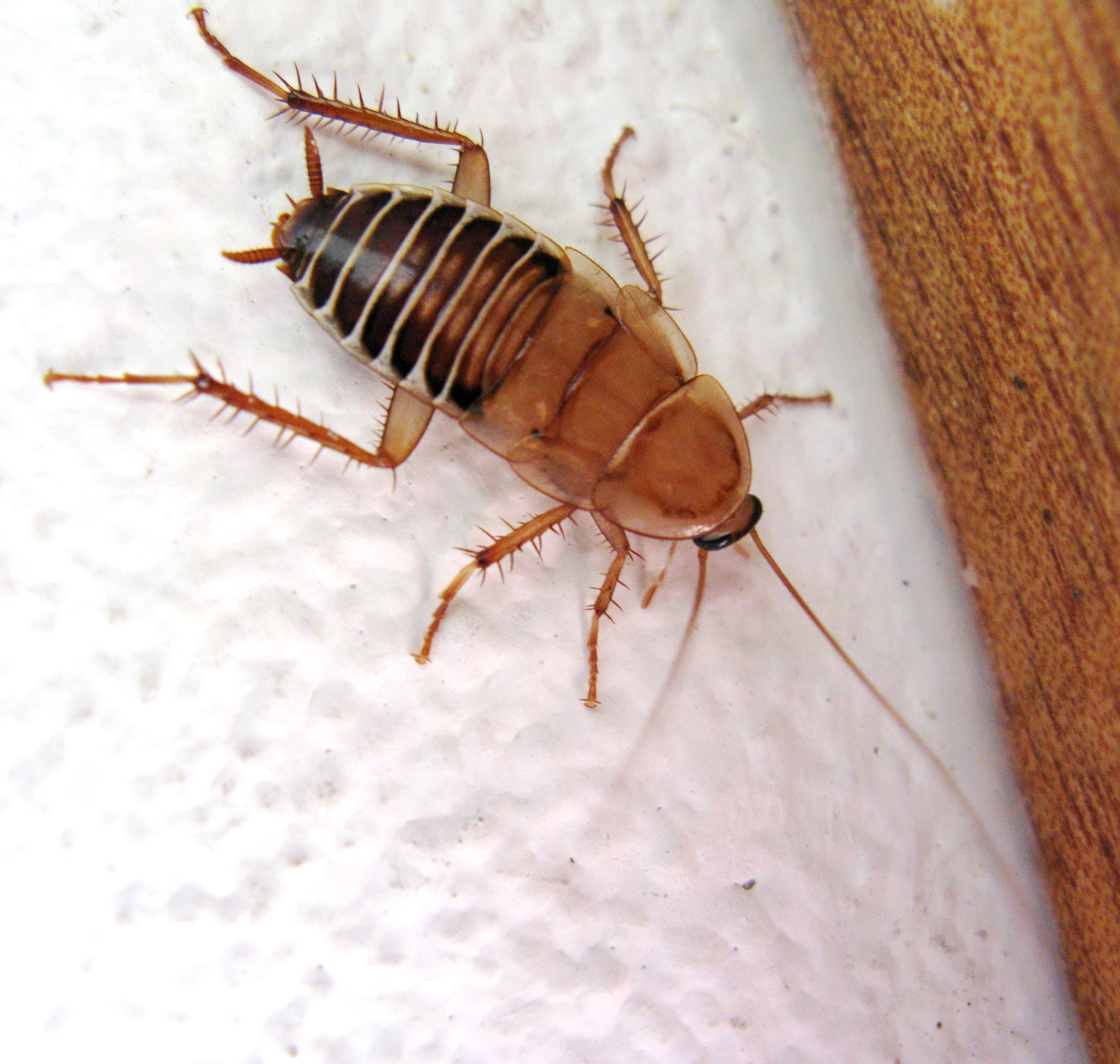
Barata zebra, uma espécie do gênero Temnopteryx, família Blatellidae

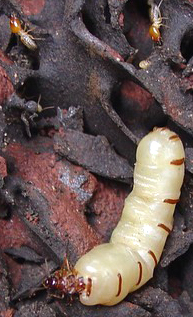
Cupim rainha com seus soldados

Dictyoptera (do grego antigo diktuon "rede" + pteron "asa") é uma superordem de insetos que inclui duas ordens de insetos polyneópteros - os cupins e as baratas na ordem Blattodea, juntamente com os louva-a-deus na ordem Mantodea. Enquanto todos os Dictyoptera modernos têm ovipositores curtos, os fósseis de dictiópteros apontam que os representantes mais antigos pussuíam ovipositores longos, bem como membros de Orthoptera.

## Classificação e filogenia

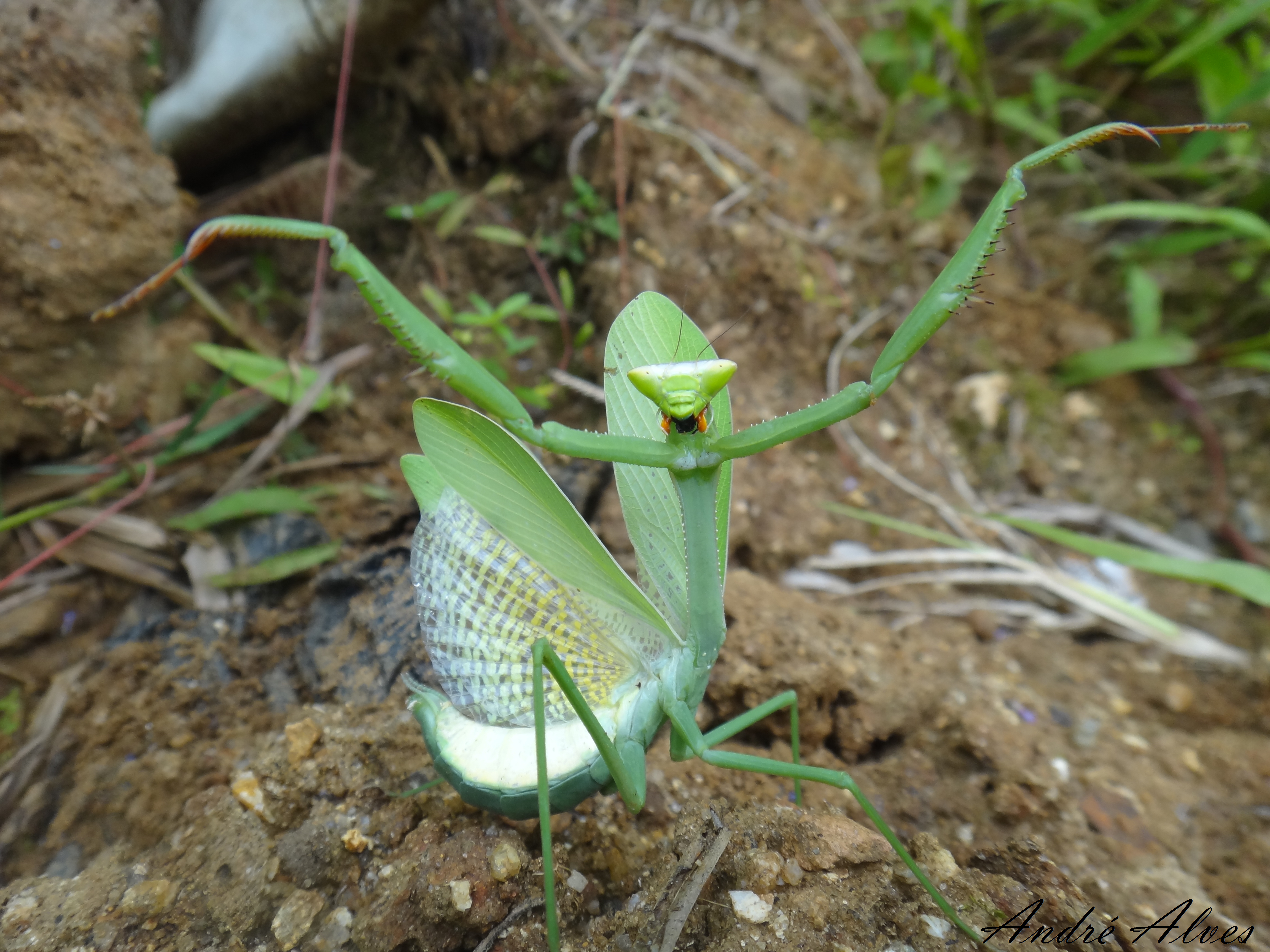
Comportamento deimático de um louva-a-deus do gênero Oxyopsis

O uso do termo Dictyoptera mudou ao longo dos anos, e embora tenha ficado fora de uso durante grande parte do século passado, está sendo mais frequentemente utilizado. Geralmente esse clado tem sido considerado uma superordem, com Blattodea e Mantodea sendo suas duas ordens. Em algumas classificações, no entanto, Dictyoptera é deslocado para o estado de ordem e, em outros o grupo Isoptera foi incluído dentro de Blattodea mantendo Dictyoptera como um superordem. Independentemente disso, em todas as classificações os grupos constituintes são os mesmos, apenas as ordens são ranqueadas de maneira diferente. Cupins e baratas estão intimamente relacionados, com dados ecológicos e moleculares que apontam para uma relação com o gênero barata Cryptocercus.
Com base em evidências genéticas, os parentes vivos mais próximos dos Dictyoptera são os bichos-pau e as enigmáticas ordens Mantophasmatodea e Grylloblattodea. Se os Dictyoptera são considerados uma superordem estas duas ordens podem ser incluídas na mesma (Cameron et al., 2006).